# Бранка, Витторе
Витто́ре Бра́нка (9 июля 1913, Савона —28 мая 2004, Венеция) — итальянский литературовед, филолог-романист, историк-медиевист и литературный критик. Академик. Педагог, профессор итальянской литературы в университете Падуи, ректор университета Бергамо (1968—1972).
Один из самых известных современных учёных-специалистов по творчеству Боккаччо.

## Биография
В 1935 году окончил Пизанский университет. Два года спустя начал сотрудничать с Академией делла Круска по изданию произведений Боккаччо. Учительствовал в средних школах.
Участник Второй мировой войны. После ареста Муссолини активно сотрудничал с движением сопротивления. Участник партизанской борьбы.
Преподавал в университетах Флоренции и Рима (1944—1949), Катании (1950—1952), в Сорбонне (1952—1953) и других. В 1968—1972 гг. — ректор университета в Бергамо.
В 1949 году основал и был соредактором журнала «Lettere italiane». Президент Венецианского института науки, литературы и искусства.

## Научная деятельность
Печатался с 1934 года. Занимался, главным образом, литературой итальянского Возрождения. Ведущий специалист по творчеству Дж. Боккаччо (монография «Боккаччо средневековый» («Boccaccio medievale», 1956, рус. пер. 1983) и другие работы).
Подготовил первое полное собрание сочинений Боккаччо (1964—1999), критические издания Франциска Ассизского и А. Полициано. Уделял особое внимание генезису литературного текста, сопоставлению его списков и редакций.
Автор монографии «Купцы и писатели» («Mercanti e scrittori», 1986), автобиографического эссе «Мост Святой Троицы» («Ponte Santa Trinità», 1988) и др.

## Награды
- Офицер Ордена Почётного легиона
- Орден Возрождения Польши 3 степени
- Золотая медаль «За вклад в развитие культуры и искусства» (Италия)
- Большой крест Ордена «За заслуги перед Итальянской Республикой»
- отмечен наградами Мальты, Тосканы
- Премия Фельтринелли (1982)
- Почётный гражданин города Флоренции (2002 год)
- Почётный доктор университетов: Будапешта (1967), Нью-Йорка (1973), Бергамо (1973), Парижа (Сорбонна, 1976), Университета Макгилла (Монреаль, 1985), Кёльна (1998).
- Иностранный член Американской академии искусств и наук и Польской академии наук.